# Zolang het licht is
Zolang het licht is is een boek met kort verhalen geschreven door Agatha Christie. De bundeling van negen verhalen werd in 1997 uitgegeven door HarperCollings in het Verenigd Koninkrijk. Eerder dat jaar verscheen de bundel The Harlequin Tea Set met veelal dezelfde verhalen voor de Amerikaanse markt. Uitgever Luitingh-Sijthoff verkoos de Britse versie voor de Nederlandse markt. De verhalen in de bundel worden telkens ingeleid door Christie-kenner Tony Medawar.

## Verhalen
Het verhaal De actrice verscheen eerder onder de titel Lijk op bestelling in de bundel Het Regatta-mysterie.
| Engelse titel                    | Bundel USA                      | Nederlandse titel                   | Eerste publicatie                     |
| -------------------------------- | ------------------------------- | ----------------------------------- | ------------------------------------- |
| The House of Dreams              | The Harlequin Tea Set (1997)    | Het huis van dromen                 | Sovereign Magazine, januari 1926      |
| The Actress                      | The Harlequin Tea Set (1997)    | De actrice / Lijk op bestelling     | The Novel Magazine, mei 1923          |
| The Edge                         | The Harlequin Tea Set (1997)    | De afgrond                          | Pearson's Magazine, februari 1927     |
| Christmas Adventure              | (nog) niet in de USA verschenen | Kerstavontuur                       | The Sketch Magazine, 11 december 1923 |
| The Lonely God                   | The Harlequin Tea Set (1997)    | De eenzame god                      | Royal Magazine, juli 1926             |
| Manx Gold                        | The Harlequin Tea Set (1997)    | Manx' goud                          | Daily Dispatch, 23-28 mei 1930        |
| Within a Wall                    | The Harlequin Tea Set (1997)    | Binnen een muur                     | Royal Magazine, oktober 1925          |
| The Mystery of the Baghdad Chest | The Regatta Mystery (1939)      | Het mysterie van de kist uit Bagdad | Strand Magazine, januari 1932         |
| While the Light Lasts            | The Harlequin Tea Set (1997)    | Zolang het licht is                 | The Novel Magazine, april 1924        |